# Венецијска низија
Венецијска низија или Венецијско-фурланска низија (итал. Pianura Veneta) (итал. Pianura Veneto-friuliana) североисточни је и мањи део Падске низије на северу Италије. Обухвата већи део италијанских покрајина Венето и јужни део покрајине Фурланија-Јулијска Крајина, а границе су јој следеће:
- на северу Доломити,
- на истоку река Соча (итал. Isonzo),
- на југу Јадранско море,
- на западу река Брента и Еуганејска брда (итал. Colli Euganei).